# TMUB1
TMUB1 (англ. Transmembrane and ubiquitin like domain containing 1) – білок, який кодується однойменним геном, розташованим у людей на 7-й хромосомі. Довжина поліпептидного ланцюга білка становить 246 амінокислот, а молекулярна маса — 26 261.
| 10         |  | 20         |  | 30         |  | 40         |  | 50         |
| ---------- |  | ---------- |  | ---------- |  | ---------- |  | ---------- |
| MTLIEGVGDE |  | VTVLFSVLAC |  | LLVLALAWVS |  | THTAEGGDPL |  | PQPSGTPTPS |
| QPSAAMAATD |  | SMRGEAPGAE |  | TPSLRHRGQA |  | AQPEPSTGFT |  | ATPPAPDSPQ |
| EPLVLRLKFL |  | NDSEQVARAW |  | PHDTIGSLKR |  | TQFPGREQQV |  | RLIYQGQLLG |
| DDTQTLGSLH |  | LPPNCVLHCH |  | VSTRVGPPNP |  | PCPPGSEPGP |  | SGLEIGSLLL |
| PLLLLLLLLL |  | WYCQIQYRPF |  | FPLTATLGLA |  | GFTLLLSLLA |  | FAMYRP     |

A: Аланін

C: Цистеїн

D: Аспарагінова кислота

E: Глутамінова кислота

F: Фенілаланін

G: Гліцин

H: Гістидин

I: Ізолейцин

K: Лізин

L: Лейцин

M: Метіонін

N: Аспарагін

P: Пролін

Q: Глутамін

R: Аргінін

S: Серин

T: Треонін

V: Валін

W: Триптофан

Кодований геном білок за функцією належить до фосфопротеїнів. 
Локалізований у клітинній мембрані, цитоплазмі, цитоскелеті, ядрі, мембрані, клітинних контактах, синапсах, ендосомах.